# Sông Uchur
Uchur (tiếng Nga: Учур) là một sông tại vùng Khabarovsk và Yakutia thuộc Nga, đây là một chi lưu hữu ngạn của sông Aldan (thuộc lưu vực sông Lena). Sông có chiều dài 812 km và diện tích lưu vực là 113.000 km². Uchur bị đóng băng từ tháng 11 đến tháng 5. Chi lưu chính của Uchur là các sông Uyan, Tyrkan, Gonam, và Gynym.